# Girls of Wrestling
Girls of Wrestling ist ein US-amerikanischer Lesben-Pornofilm des Regisseurs Ricky Greenwood mit der US-amerikanischen Darstellerin Ariel X in der Hauptrolle.

## Handlung
Als die Wrestlerin Layla beim Fahren unter Drogeneinfluss erwischt wird, verändert sich ihr Leben völlig. Sie verliert ihren Profi-Wrestling-Vertrag und wird zu Sozialdienst verurteilt. Zum Glück hat ihre alte Trainerin und beste Freundin Nina ihr einen Platz als Trainerin in ihrem Fitnessstudio angeboten. Sie kann die Amateur-Wrestlerinnen trainieren und Nina hilft ihr, wieder auf die Beine zu kommen. Die Ankunft von Layla im Fitnessstudio erfolgt zur perfekten Zeit. Die Mädchen müssen sich für ein großes Ereignis vorbereiten und sie brauchen viel Hilfe, um die Show auf das nächste Level zu bringen. Ihr Sprung in die Amateurliga ist nicht einfach. Alles, was sie tun, wird von der jungen Reporterin Paula Ford überprüft, selbst Laylas emotionale Beziehung zu dem begabten Star Sophie Shotgun Smith.

## Szenen
- Szene 1: Cadence Lux und Kenna James
- Szene 2: Aiden Ashley, Ana Foxxx, Brandi Mae, Whitney Wright (Vierer-Orgie im Ring)
- Szene 3: Charlotte Stokely und Karla Kush (auf einem Sofa)
- Szene 4: Sinn Sage und Ariel X

## Auszeichnungen
- 2020: XBIZ Award – Best Non-Sex Acting Performance (Nina Hartley)

## Nominierungen
- 2020: AVN Award – Best All-Girl Group Sex Scene (Aiden Ashley, Ana Foxxx, Brandi Mae, Whitney Wright)
- 2020: AVN Award – Best Leading Actress (Ariel X)
- 2020: AVN Award – Best Makeup
- 2019: XCritic Awards – Best Girl/Girl Sex Scene (Aiden Ashley, Ana Foxxx, Brandi Mae, Whitney Wright)